# راین-زیگ
راین-زیگ (به آلمانی: Rhein-Sieg-Kreis) یک ناحیه در آلمان است که در منطقه کلن واقع شده‌است.

## خصوصیات
راین-زیگ ۵۸۵٬۷۷۱ نفر جمعیت دارد.